# Fendorf Glacier
Fendorf Glacier är en glaciär i Antarktis. Den ligger i Västantarktis. Chile gör anspråk på området. Fendorf Glacier ligger 1 310 meter över havet.
Terrängen runt Fendorf Glacier är huvudsakligen kuperad, men den allra närmaste omgivningen är platt. Trakten är obefolkad. Det finns inga samhällen i närheten. 